# Eugen Vartejanu
Eugen Vartejanu, romunski general, * 1889, † 1975.